# Мейпл (Вісконсин)
Мейпл (англ. Maple) — місто (англ. town) в США, в окрузі Дуглас штату Вісконсин. Населення — 700 осіб (2020).

## Демографія
Згідно з переписом 2010 року, у місті мешкали 744 особи в 296 домогосподарствах у складі 210 родин. Було 328 помешкань
Расовий склад населення:
| - 96,0 % — білих - 0,9 % — корінних американців - 0,4 % — азіатів - 0,1 % — чорних або афроамериканців |

До двох чи більше рас належало 2,4 %. Частка іспаномовних становила 0,7 % від усіх жителів.
За віковим діапазоном населення розподілялося таким чином: 25,4 % — особи молодші 18 років, 60,4 % — особи у віці 18—64 років, 14,2 % — особи у віці 65 років та старші. Медіана віку мешканця становила 41,3 року. На 100 осіб жіночої статі у місті припадало 103,3 чоловіків;  на 100 жінок у віці від 18 років та старших — 116,0 чоловіків також старших 18 років.
Середній дохід на одне домашнє господарство  становив 69 062 долари США (медіана — 51 250), а середній дохід на одну сім'ю — 82 606 доларів (медіана — 64 063). Медіана доходів становила 51 200 доларів для чоловіків та 38 125 доларів для жінок. За межею бідності перебувало 12,1 % осіб, у тому числі 10,6 % дітей у віці до 18 років та 11,8 % осіб у віці 65 років та старших.
Цивільне працевлаштоване населення становило 321 особа. Основні галузі зайнятості: освіта, охорона здоров'я та соціальна допомога — 27,1 %, виробництво — 15,3 %, роздрібна торгівля — 12,1 %.